# دروازه محلی
دروازه محلی یک روتر مصرف‌کننده درجه پایین است که دسترسی بین شبکه محلی (LAN) میزبان به یک شبکه گسترده (WAN) (مانند اینترنت) از طریق یک مودم، یا اتصال به یک شبکه گسترده به‌طور مستقیم را فراهم می‌کند. مودم ممکن است در سخت‌افزار دروازه محلی ادغام شود یا به‌طور کامل حضور نداشته باشد. WAN یک شبکه رایانه ای بزرگتر است که معمولاً توسط یک سرویس دهنده اینترنت کار می‌کند.

## دستگاه‌ها

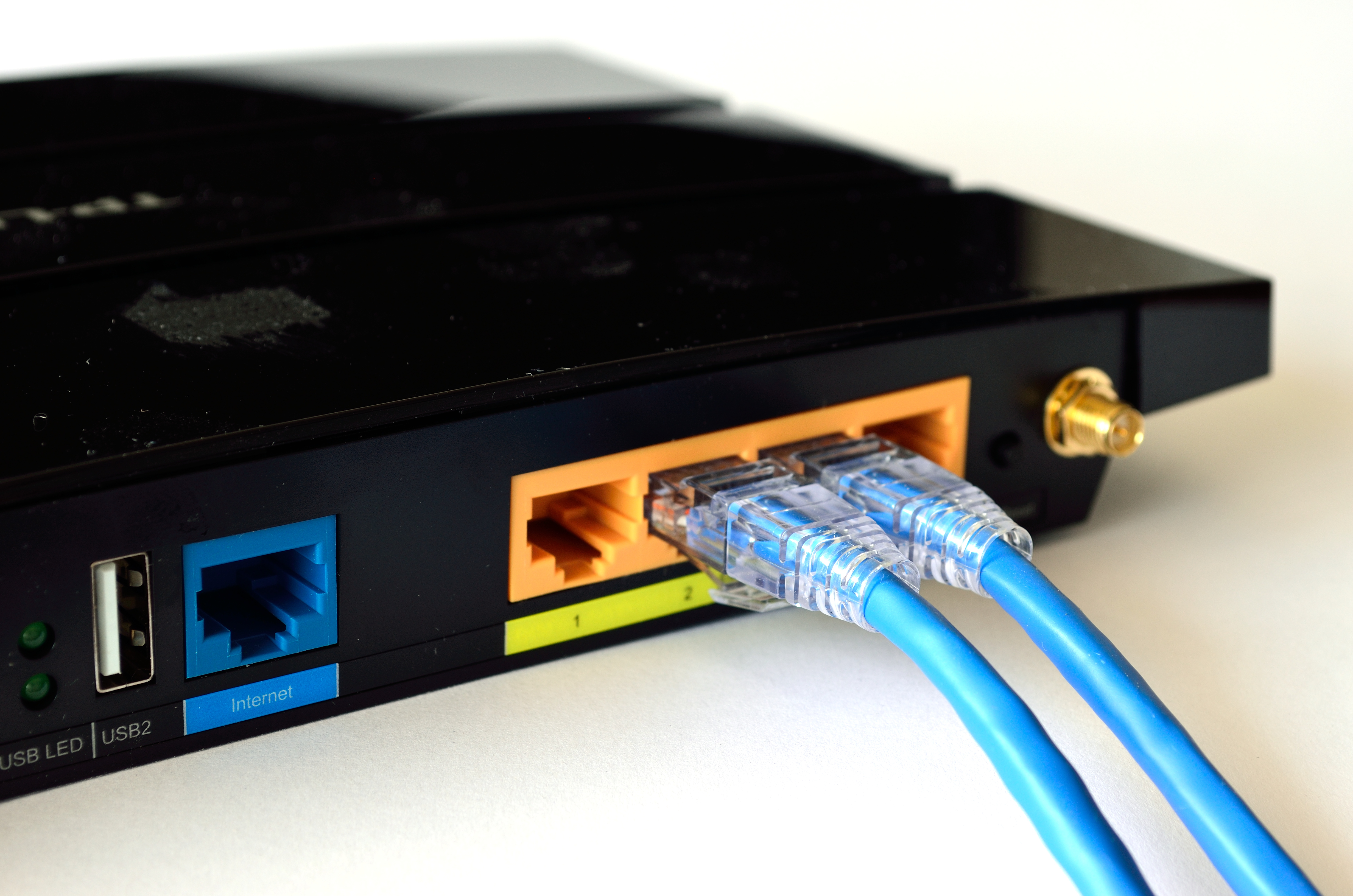
یک دروازه محلی معمولی. یک اتصال اینترنتی توسط چندین دستگاه متصل از طریق LAN به اشتراک گذاشته می‌شود.

چندین دستگاه به عنوان «دروازه‌های محلی» توصیف شده‌اند:
- کابل مودم
- مودم DSL
- مودم FTTx
- روتر بی‌سیم[۱]
- سوئیچ شبکه
- آداپتور تلفن آنالوگ پروتکل صدا از طریق اینترنت (VoIP)
- نقطه دسترسی بی‌سیم
- روتر سیمی
- تلفن IP-DECT (ایستگاه پایه)

یا ترکیبات خاصی از موارد فوق.
یک مودم (به عنوان مثال مودم DSL، مودم کابلی) به خودی خود هیچ‌یک از عملکردهای روتر را ارائه نمی‌دهد. این فقط اجازه می‌دهد تا ترافیک ATM یا PPP یا PPPoE از طریق خطوط تلفن، سیم کابل، فیبرهای نوری یا فرکانس‌های رادیویی بی‌سیم منتقل شود. در انتهای مسیر مودم دیگری قرار دارد که قالب انتقال را دوباره به بسته‌های داده دیجیتال تبدیل می‌کند. با استفاده از روش‌های ارتباط تلفنی، کابلی، نوری و رادیویی می‌توان پل ارتباطی برقرار کرد. مودم همچنین پروتکل‌های دست دادن را فراهم می‌کند، به طوری که دستگاه‌های موجود در هر انتهای اتصال قادر به شناسایی یکدیگر هستند. با این حال، یک مودم به‌طور کلی عملکردهای شبکه دیگری را هم ارائه می‌دهد.
- یک مودم USB به یک رایانه متصل می‌شود و امکان اتصال آن تک رایانه به WAN را فراهم می‌کند. در صورت پیکربندی صحیح، رایانه همچنین می‌تواند به عنوان روتر یک LAN خانگی عمل کند.
- یک مودم داخلی را می‌توان روی یک رایانه شخصی نصب کرد (مثلاً روی کارت PCI)، همچنین به آن رایانه امکان اتصال به WAN را می‌دهد. باز هم، کامپیوتر می‌تواند پیکربندی شود تا به عنوان روتر برای یک شبکه خانگی عمل کند.

یک نقطه دسترسی بی‌سیم می تواند به روشی مشابه مودم عمل کند. اگر روتر بی‌سیم یا نقطه دسترسی در WAN نیز وجود داشته باشد، می‌تواند به شما امکان اتصال مستقیم از LAN خانگی به WAN را بدهد.
با این حال، بسیاری از مودم‌ها اکنون از ویژگی‌های ذکر شده در زیر استفاده می‌کنند و بنابراین به‌طور مناسب به عنوان دروازه‌های محلی توصیف می‌شوند. همچنین برخی از ارائه دهندگان اینترنت ترکیبی از روتر مودم کابلی را ارائه می‌دهند.

## امکانات
یک درگاه محلی معمولاً امکانات زیر را فراهم می‌کند
- پیکربندی از طریق رابط وب،[۵]
- مسیریابی بین شبکه خانگی و اینترنت ،
- اتصال در شبکه خانگی مانند یک سوئیچ شبکه،
- ترجمه آدرس شبکه (NAT) ,[۶]
- DHCP برای IPv4 و IPv6،[۷]
- توابع فایروال، و
- تلفن بی‌سیم یا بی‌سیم.

همچنین ممکن است عملکردهای دیگری مانند Dynamic DNS را نیز ارائه دهد.
بیشتر روترها با استفاده از سیستم عامل ذخیره شده داخلی، اجزای خود را مدیریت می‌کنند. آنها به‌طور کلی مستقل از سیستم عامل هستند، یعنی با هر سیستم عاملی قابل دسترسی هستند.
روترهای بی‌سیم عملکردهای مشابه روتر را انجام می‌دهند، اما امکان اتصال برای دستگاه‌های بی‌سیم با LAN یا بین روتر بی‌سیم و روتر بی‌سیم دیگر را نیز فراهم می‌کنند (اتصال روتر بی‌سیم-روتر بی‌سیم می‌تواند در داخل LAN باشد یا می‌تواند بین LAN و یک WAN باشد)

## امنیت
تولید کم هزینه و نیاز به کاربرپسند بودن محصولات، مسیریاب‌های خانگی را در برابر حملاتی که در شبکه اتفاق می‌افتد آسیب‌پذیر می‌کند، که در گذشته منجر به این شد که تعداد زیادی از این دستگاه‌ها به دست گرفته شده، و برای راه اندازی حملات DDoS مورد استفاده قرار گیرند. اکثر آسیب‌پذیری‌ها در کنسول‌های مدیریت وب روترها وجود داشتند که امکان کنترل غیرمجاز را از طریق گذرواژه‌های پیش فرض، درهای پشتی فروشنده یا آسیب‌پذیری‌های وب فراهم می‌کردند.